# Análisis schenkeriano

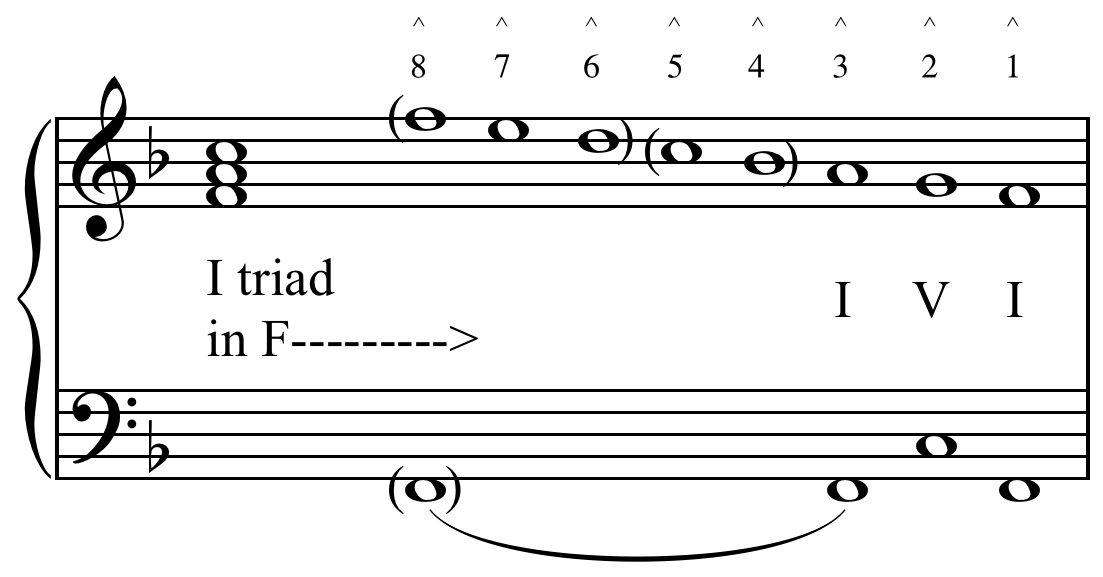
Análisis musical basado en heinrich scheneker

El análisis schenkeriano es un método de análisis musical basado en las teorías de Heinrich Schenker (1868–1935). Las ideas de Schenker parten de la observación fundamental de la obra musical del periodo de la práctica común. Elabora todo su sistema, a partir de la distinción entre lo que llama acorde gramatical y acorde significante.
Schenker estaba convencido de la superioridad de música del período tonal (especialmente la música de Johann Sebastian Bach, Carl Philipp Emanuel Bach, Joseph Haydn, Wolfgang Amadeus Mozart, Ludwig Van Beethoven, Franz Schubert, Frédéric Chopin, y Johannes Brahms). Esto lo condujo a buscar la clave para el entendimiento del contrapunto, disciplina que aquellos maestros habían estudiado. Schenker desarrolló este sistema de análisis para mostrar que la composición libre (freier Satz) es una elaboración, una «prolongación», de la composición estricta (strenger Satz), es decir del contrapunto de especies, en particular de dos voces. Schenker organizó su teoría jerárquicamente en niveles de prolongación (Auskomponierung), niveles de conducción de voces (Stimmführungsschichten), o transformaciones (Verwandlungen).

## Acorde significante y acorde gramatical
El acorde gramatical representa la descripción del acorde de una forma aislada, clasificándolo dentro de la función tonal como elemento relacionado con ese centro. El acorde gramatical es la columna vertebral del análisis armónico usual, y se preocupa principalmente del reconocimiento del estatus gramatical de cada acorde en una obra musical.
El acorde significante, sin embargo, puesto que revela la función de un acorde, va mucho más allá de la descripción gramatical, al subrayar la especial intención arquitectónica de un acorde dentro de una frase. Como primer resultado de esta distinción, Schenker encontró que los papeles que desempeñan los acordes en una sección o en una frase musical son muy diversos; incluso dos acordes gramaticalmente idénticos y que aparecen en la misma frase pueden desempeñar funciones totalmente diferentes. De esto se deduce que los acordes clasificados según su estatus gramatical nunca explican sus funciones ni el modo en que se combinan para crear un todo unificado.

## Estructura y prolongación
A partir de la distinción de estos acordes, y de su insistencia en que se tomara en consideración el movimiento y dirección del movimiento melódico, Schenker desarrolló la distinción entre acordes de estructura y acordes de prolongación. Esto se convierte en la columna vertebral de todo su planteamiento. Por medio de esta distinción, escuchamos una obra no como una serie de frases y secciones fragmentadas y aisladas, sino como una estructura orgánica a través de cuyas prolongaciones se mantiene el principio de unidad y variedad artística. Esta forma de comprensión del movimiento musical representa la percepción instintiva de lo que realmente se entiende por oído musical y Schenker denomina «audición estructural» (Fernhören).
La estructura o armazón principal (Ursatz) representa el movimiento principal hacia el objetivo. La tensión de una pieza consiste en las expansiones, modificaciones, vueltas y elaboraciones de esa dirección básica en forma de «prolongaciones» (Auskomponierung), como las llama Schenker.

### Ursatz
Traducido generalmente como «estructura fundamental», es el nombre dado por Schenker a la estructura subyacente en su forma más simple, a partir de la cual se origina el trabajo como un todo. Esta estructura fundamental se basa es un contrapunto severo a dos voces. De acuerdo con la teoría, estas líneas melódicas fundamentales (Urlinie) parten de una nota de la tríada y acaba en la tónica, dentro de un contexto armónico tonal (Bassbrechung) expresado por el bajo. El diseño de la armonía está explicado según Schenker, por la serie de armónicos, en donde la relación de quinta es la más fundamental y básica de todas, y, en menor medida, la relación de tercera mayor; débil porque aparece más lejana de la fundamental.

### Acorde prolongado
Según este análisis, los acordes pueden ser de origen armónico o contrapuntístico. Cuando el acorde tiene una importancia estructural, tendrá su función armónica fundamental, mientras que si es generado por un entramado contrapuntístico, serán un acorde prolongado  Estos acordes contrapuntísticos pueden aparecer entre los miembros de una progresión armónica o dentro de una única armonía o acorde, cuya función es la de prolongar, elaborar esas armonías principales, como acordes de paso. Acorde prolongado puede referirse en consecuencia, tanto a la expansión de una progresión entre dos acordes, como a la expansión de único acorde.

### Notación
Las representaciones gráficas forman una parte importante de los análisis de Schenker, el uso de la notación musical para representar las relaciones musicales es una característica única de su trabajo. Los gráficos de Schenker se basan en una notación «jerárquica», donde el tamaño de las notas, sus valores rítmicos y otros símbolos indican su importancia estructural. El mismo Schenker, en el prólogo de sus Cinco análisis gráficos , afirmó que «la presentación en forma gráfica se ha desarrollado ahora hasta un punto que hace innecesario un texto explicativo».